# Artigues (Ariège)
Artigues – miejscowość i gmina we Francji, w regionie Oksytania, w departamencie Ariège.
Według danych na rok 2010 gminę zamieszkiwały 53 osoby, a gęstość zaludnienia wynosiła 5 osób/km².